# Ghaleb Bader
Ghaleb Moussa Abdalla Bader (ur. 22 lipca 1951 w Khirbeh) – jordański duchowny katolicki, arcybiskup tytularny, nuncjusz apostolski w Dominikanie w latach 2017–2023.

## Życiorys

### Prezbiterat
Święcenia kapłańskie otrzymał 13 czerwca 1975 i został inkardynowany do patriarchatu Jerozolimy. Po święceniach pracował w Ammanie jako wikariusz, a następnie został sekretarzem patriarchy oraz wykładowcą w Bajt Dżali. W latach 1988–1992 był przewodniczącym trybunału kościelnego w Jerozolimie, a następnie objął ten sam urząd w sądzie biskupim w Ammanie.

### Episkopat
24 maja 2008 papież Benedykt XVI mianował go arcybiskupem ordynariuszem Algieru. Sakry biskupiej 17 lipca 2008 udzielił mu łaciński patriarcha Jerozolimy - abp Fouad Twal.
23 maja 2015 został nuncjuszem apostolskim w Pakistanie oraz arcybiskupem tytularnym Mathara in Numidia.
24 sierpnia 2017 został nuncjuszem apostolskim w Dominikanie.
15 lutego 2023 papież Franciszek przyjął jego rezygnację z urzędu nuncjusza apostolskiego.